# كرافيش
كرافيش قرية في ناحية صلنفة التابعة لمنطقة الحفّة في محافظة اللاذقية. بلغ عدد سكانها 348 نسمة حسب تعداد عام 2004.